# Patrick Bazin
 (janvier 2011).
Si vous disposez d'ouvrages ou d'articles de référence ou si vous connaissez des sites web de qualité traitant du thème abordé ici, merci de compléter l'article en donnant les références utiles à sa vérifiabilité et en les liant à la section « Notes et références ».
Pour les articles homonymes, voir Bazin.
Patrick Bazin est un bibliothécaire français, né en 1950.

## Carrière
Après des études de philosophie à Lyon, et un mémoire d'épistémologie sous la direction de François Dagognet, il intègre l'ENSB (aujourd'hui Enssib) puis est nommé conservateur à la bibliothèque de l'école de Mines de Paris, où deux sujets propres à cette école l'inspirent : l'automatisation des bibliothèques et la reconnaissance des formes, qui allaient, toutes deux, déboucher sur le numérique.
Il rejoint ensuite la Bibliothèque municipale de Lyon comme responsable du réseau des bibliothèques de prêt adultes, avant de devenir directeur de l'établissement de 1992 à 2010. Il participe également, en 1989-1990, à la réflexion de préfiguration de la BNF, en tant que membre d'un comité présidé par Bernard Stiegler chargé de réfléchir à l'usage du numérique dans la nouvelle institution.
Conservateur général, Patrick Bazin met en place les opérations de numérisation des fonds et l'accès à Internet pour le public (1993), la départementalisation de la Part-Dieu en 1995 (réflexion amorcée par son prédécesseur Jean-Louis Rocher en 1991), le développement du réseau des bibliothèques de quartier (création des médiathèques de Vaise en 2000 et du Bachut en 2006, de la bibliothèque du Point du Jour et de Jean Macé en 2008, ainsi que des travaux d'extension de la bibliothèque du 2ème arrondissement et de rénovation de la bibliothèque de la Croix-Rousse en 2006) et un panel de services, comme le Guichet du savoir (un service permettant à tout internaute de poster n'importe quelle question à laquelle une réponse sera fournie en moins de 72 heures par un bibliothécaire de l'institution) ou Point d'Actu (un web magazine où les bibliothécaires mobilisent des références pour éclairer des sujets d'actualité). Les contenus générés par ces services, ajoutés aux documents numérisés, viennent alimenter une sorte d'encyclopédie dynamique et illustrer le concept de bibliothèque comme média. Cette conception s'est aussi incarnée très tôt dans le magazine bimestriel Topo,
Son projet numérique se trouve médiatisé par l'accord signé en 2008 avec Google, à la suite d'un appel d'offres lancé par la Ville de Lyon et portant sur la numérisation d'une part importante du fonds ancien de la bibliothèque, soit environ cinq cent mille volumes. L'accord consistait pour la bibliothèque à acquérir gratuitement des fichiers numérisés en échange d'une récupération d'un double de ceux-ci par Google.
Patrick Bazin a aussi beaucoup développé les activités culturelles (expositions, rencontres, concerts), conçues comme partie intégrante de l'offre de contenu de la bibliothèque. Il en a réalisé directement plusieurs, comme : le colloque "Nature de la pensée", sur les sciences cognitives (1988)," Arrobase", exposition d'art numérique (1990), le cycle de rencontres géopolitiques "L'Occident en question" (2003-2010).
En juillet 2010, il est nommé directeur de la BPI par Frédéric Mitterrand, avec pour mission de concevoir et proposer un projet de développement. Remis fin 2010, son projet s'articulait autour de quatre objectifs principaux : la restructuration des activités et des équipes en départements thématiques multimédia orientés contenus et publics ; la coordination des départements autour d'une ligne éditoriale portée par un web magazine ; le réaménagement des espaces en univers thématiques ; le retour à un pleine intégration de la Bpi (et de son public) dans le Centre Pompidou, avec, en particulier, le retour à une entrée commune. Il part en retraite en septembre 2013 après avoir pu, malgré les résistances de certains syndicats, restructurer les équipes, mettre en chantier le web magazine, renouer avec les expositions proprement Bpi (Art Spiegelman, Claude Simon) et convenir avec le Ministère de la Culture de la nécessité de réaménager les espaces,.

## Thèses
Impliqué dans la réflexion sur l'avenir du livre à l'ère numérique (contribution au colloque d'Umberto Eco "The future of the book" en 1994), intéressé par l'impact des nouvelles technologies sur l'évolution des pratiques culturelles et de la société, il participe à de nombreux comités de réflexion. Il y défend, notamment, l'idée d'une fin de "l'ordre des livres" (selon le terme introduit par Roger Chartier). Il ne s'agit pas pour lui de la fin des livres, mais de celle d'une organisation multi-séculaire de la société de la connaissance, à la fois technologique, institutionnelle et culturelle, dont le centre et le moteur était le livre. Le livre y jouait le rôle d'une interface de conversation différée dans l'espace et le temps et, en même temps, de stabilisation et d'organisation des savoirs au sein de l'encyclopédie et des bibliothèques. L'ordre du livre favorisait, simultanément, la diversité des lectures, des interprétations, et la constitution d'une communauté savante autour d'un corpus partagé. Cet ordre est, à la fois, marginalisé et dépassé par la révolution numérique. Celle-ci déploie le texte en dehors des livres et intègre toute représentation dans une hyper-textualité sans limites, interactive et dynamique (qui conduit au Big Data). Dès lors, la lecture devient méta-lecture, c'est-à-dire non plus la lecture verticale et intensive d'un livre puis d'un autre, mais l'auto-construction d'un parcours cognitif à travers diverses formes d'expression, elles-mêmes en transformation constante. Quant aux bibliothèques, elles s'inscrivent dans une "bibliothécarisation" généralisée du monde dont la technologie et les codages (y compris les algorithmes) lui échappent largement. Ancrées dans des contextes spécifiques ou locaux, elles ont pour fonction d'accompagner leurs usagers, de co-construire avec eux les parcours les plus pertinents et les plus ouverts possibles. Elles doivent aussi coopérer entre elles pour offrir une alternative universalisante aux risques d'atomisation ou de tribalisation dans l'écosystème numérique. Le bibliothécaire doit orchestrer la dynamique des contenus évolutifs, des usages et des médiations qui caractérise désormais la bibliothèque et fait de celle-ci un média.
D'autres intellectuels accordent cependant plus d'importance à la spécificité du livre, en particulier à sa spatialité. Michel Melot souligne ainsi son adéquation profonde à l'appareillage cognitif humain et insiste au contraire sur l'architecture de l'objet livre que le numérique ne peut espérer relayer qu'en en copiant la structure. S'il note que « le livre est une forme à fabriquer de la transcendance », il distingue cette transcendance d'une sacralité en notant qu'elle peut s'exprimer de façons diverses.

## Sélection d'articles
- Patrick Bazin, "Toward metareading", in The Future of the book, Geoffrey Nunberg ed., University of California Press, 1996, p. 153-168
- Patrick Bazin, "Le Futur du bibliothécaire", in Tous les savoirs du monde, Roland Schaer dir., Bibliothèque nationale de France/Flammarion, 1996, p. 472-475
- Patrick Bazin, "La Mémoire reconfigurée", in Les cahiers de médiologie, numéro 11, 2000, Gallimard, 2000, p. 177-183
- Patrick Bazin, "Plus proche des lointains", in Bulletin des Bibliothèques de France, 2004, numéro 2, p. 8-14
- Patrick Bazin, "La Fin de l'ordre du livre", in Médium, numéro 4, 2005, Ed. Babylone, p. 7-21
- Patrick Bazin, " Vers un monde lisible", in Revue des deux mondes, avril 2010, p. 109-119